# Дмитриев, Георгий Николаевич
Георгий Николаевич Дмитриев (4 июня 1932, Себеж, Западная область — 29 января 2001, Саров, Нижегородская область) — российский конструктор в области ракетно-ядерного оружия, лауреат государственных премий.

## Биография
Родился в семье военнослужащего.
Окончил Ленинградский военно-механический институт (1956, факультет боеприпасов, специальность «трубки, взрыватели и взрывательные системы») и до 2001 работал в КБ-11 (ВНИИ экспериментальной физики, г. Саров, бывший Арзамас-16): инженер-исследователь, начальник испытательной бригады, заместитель начальника научно-испытательного отдела (1957), начальник отдела (1958), заместитель главного конструктора по внешним испытаниям (1967), начальник 9-го отделения (1973), первый заместитель главного конструктора (1982), главный конструктор и начальник КБ-2 (1990—1998), первый заместитель главного конструктора (1998—2001).
Участвовал в разработках комплексов ракетно-ядерного оружия, конструктивно-комплексных схем, ядерных боеприпасов различного класса.
Скоропостижно умер 29 января 2001 года в больнице, где находился на профилактическом лечении.

## Награды
- Ленинская премия (1989)
- Государственная премия СССР (1973)
- Заслуженный конструктор РФ (1996).
- Орден Ленина (1977),
- Орден Трудового Красного Знамени (1968),
- орден «Знак Почёта» (1962)
- медали.